# Leontopodium nivale
Leontopodium nivale, thường được gọi là Hoa Tuyết Nhung, là một loài thực vật có hoa trong họ Cúc, mọc ở dãy Anpơ. Loài hoa này thích mọc từ độ cao 1,800 đến 3000 mét ở những nơi có đá vôi. Hoa Tuyết Nhung không có độc và được sử dụng trong y học cổ truyền như một phương thuốc cho bệnh về bụng và đường hô hấp. Cụm lông rậm của cây giúp bảo vệ cây khỏi lạnh giá, sự hạn và tia cực tím.
Hoa Tuyết Nhung là một loài hoa hiếm, có thời gian sống không dài ở những vùng núi hẻo lánh và là biểu tượng của trò Leo núi vì nét đẹp và sự thuần túy gắn liền với dãy Anpơ và Karpat.
Nó là quốc hoa của România, Áo, Bulgaria, Slovenia, và Thụy Sĩ.
Trong văn hóa, việc hái Hoa Tuyết Nhung và tặng cho ai đó là thể hiện tình yêu và sự gắn kết.

### Tên
Tên tiếng Anh thường dùng của loài hoa này, "Edelweiss," được viết ra từ Tiếng Đức. "Edel" nghĩa là "nguy nga," và "weiß," "trắng." Trong tiếng Pháp và tiếng Ý, tên của loài hoa này có nghĩa là "ngôi sao của dãy Anpơ."
Tên khoa học của nó được suy ra từ Tiếng Hy Lạp, " leontopódion," "móng sư tử."

### Phân loại
Từ năm 1822, Leontopodium không còn được phân loại vào họ Chi Rau khúc mà được phân vào họ Cúc.
Năm 2013, Leontopodium alpinum được công nhận là một phân loài của Leontopodium nivale. Do đó, Hoa Tuyết Nhung được chia làm hai phân loài.

### Miêu tả

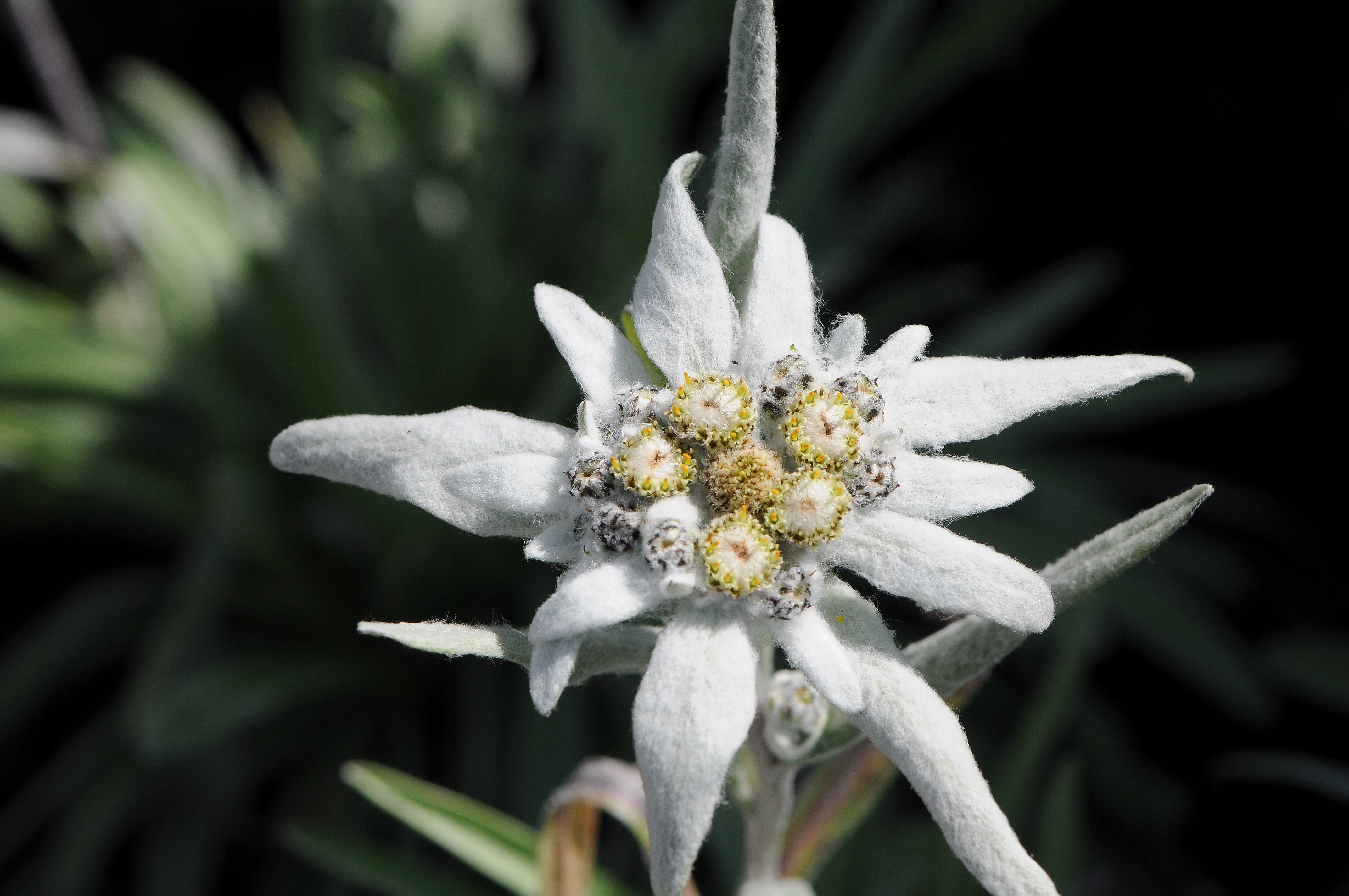

Lá và hoa của cây được che phủ bởi lông màu trắng, trông như len. Lá hóa có thể lên đến 3-20 xăng-ti-mét trong tự nhiên, và 40 xăng-ti-mét khi trồng. Mỗi hoa có từ năm đến sáu nhụy hoa màu vàng lớn khoảng 5 mili-mét nằm giữa nhiều cánh hoa màu trắng mọc hình sao đôi. Hoa nở vào giữa tháng bảy và thắng chín.

### Trồng trọt
Hoa Tuyết Nhung được trồng trong vườn. Hoa có thời gian sống không lâu và có thể được trồng từ hạt.

### Chất hóa học
Terpenoids, Phenylpropanoids, Axit béo, và Polyacetylenes.